# George P. Burdell
Vous lisez un « bon article » labellisé en 2012.
George P. Burdell est un étudiant fictif inscrit officiellement au Georgia Institute of Technology en 1927 dans le cadre d'un canular. Depuis lors, cet établissement lui a décerné des diplômes de baccalauréat ès sciences et de maîtrise (système universitaire anglo-saxon) ; il a fait son service militaire, s'est marié, a servi au conseil d'administration du renommé magazine Mad, et a pris part à beaucoup d'autres événements. Il a même été un temps en tête du sondage de la Personnalité de l'année selon Time Magazine en 2001. Il est devenu une tradition importante de l'université ; tous les nouveaux étudiants de Georgia Tech apprennent l'histoire de Burdell lors de leur arrivée sur le campus.

## Histoire

### Origines

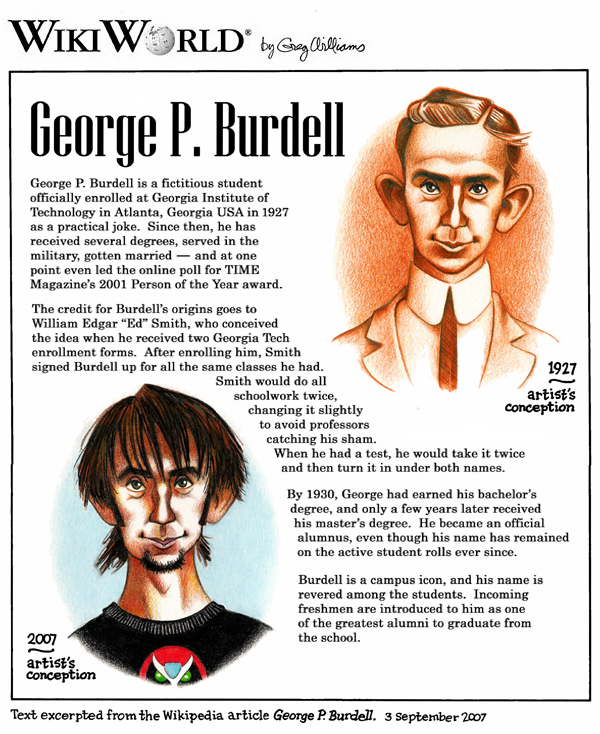
Caricature expliquant l'histoire du canular Burdell

C'est à William Edgar Smith, dit « Ed » (baccalauréat en sciences, 1930), que l'on attribue la création de Burdell. Lors de sa première inscription en 1927, il reçoit deux formulaires d'inscription au Georgia Institute of Technology (abrégé en Georgia Tech) et a l'idée de remplir les deux pour s'amuser. Les origines du nom de George Burdell sont plutôt vagues ; selon Smith, il veut à l'origine inscrire le directeur de son High school, George P. Butler, mais change d'idée et donc le nom de famille,.
Après l'avoir inscrit à l'université, Smith inscrit Burdell à tous les cours qu'il prend. Plusieurs autres étudiants participent au canular en émargeant pour Burdell lorsque Smith ne peut pas être présent lors de certains cours. Ce dernier fait ses devoirs et projets en double, les changeant un peu pour éviter que les professeurs ne se rendent compte de sa farce. Quand il a un examen, il prend deux feuilles et le fait en double, signant une feuille avec le nom de Burdell. En 1930, Burdell décroche son baccalauréat en sciences, et plusieurs années plus tard sa maîtrise. Il devient un alumnus officiel même si son nom est depuis toujours sur la liste des étudiants actifs.
Le canular devient par la suite indépendant de son créateur. L'un des premiers canulars faits sous le pseudonyme de Burdell survient peu après le départ de Smith de l'université. Un étudiant, fâché de ne pas avoir été accepté dans une fraternité d'étudiants, commande, sous le nom de Burdell et à contre-remboursement, assez de meubles pour remplir un camion de livraison et demande de les faire livrer à la fraternité.

### La Seconde Guerre mondiale
George P. Burdell fait son service militaire sur plusieurs fronts pendant la Seconde Guerre mondiale ; son nom apparaît à de nombreuses reprises et occasions dans le monde. Il est mentionné sur la liste de l'équipe d'un B-17 Flying Fortress, prenant part à douze missions au-dessus de l'Europe avec la 8th USAAF en Angleterre. Quand un diplômé de Georgia Tech devient officier de cet avion, il reconnaît immédiatement le nom de Burdell et celui-ci ne « vole » plus jamais.
George P. Burdell et Ramona Cartwright, étudiante fictive de l'Agnes Scott College, annoncent leurs fiançailles dans The Atlanta Journal-Constitution en 1958. Ce canular trouve son origine dans un groupe d'étudiantes en dernière année de l'Agnes Scott College. Le 50e anniversaire de leur mariage est mentionné dans l'épisode du 23 septembre 2006 de A Prairie Home Companion.

### L'après-guerre
Le nom de Burdell réapparait à Georgia Tech après guerre. Il est ainsi sur la liste des membres de l'équipe de basket-ball de l'université en 1956, 1957 et 1958. En 1969, l'établissement numérise son système d'inscription aux cours et listes d'étudiants, pensant par la même occasion éviter que le canular Burdell ne recommence. Des hackers l'inscrivent quand même à l'université cette année-là, et à tous les cours possibles, soit 3 000 heures de cours. Cela se refait en 1975 et 1980.
Le canular essaime en dehors de l'établissement et, de 1969 à 1981, Burdell est sur la liste des membres du conseil d'administration du magazine Mad. En 2001, il arrive en tête du sondage de la Personnalité de l'année selon Time Magazine, récoltant au moins 57 % des votes, jusqu'à ce que le magazine ôte son nom de la liste des candidats,. Il a également beaucoup de cartes de crédit à son nom, et est abonné à beaucoup de magazines ; au moins un chèque de la compagnie Kraft Foods a été signé George P. Burdell.
Plus récemment, Burdell participe à la musique et à la politique. Il est baryton dans l'album 1995 Jesus Christ Superstar: A Resurrection, fait à Atlanta par plusieurs musiciens de la région. Il est membre du chœur de l'album There Is a Place, sorti en 2006. En 2000, il est le délégué alternatif à la Convention nationale démocrate pour la Géorgie. Il est également sur la liste des membres de la faculté de la Georgia Perimeter College ; son « fils », George P. Burdell Junior, est un surveillant de plusieurs cours chaque année.

## Postérité

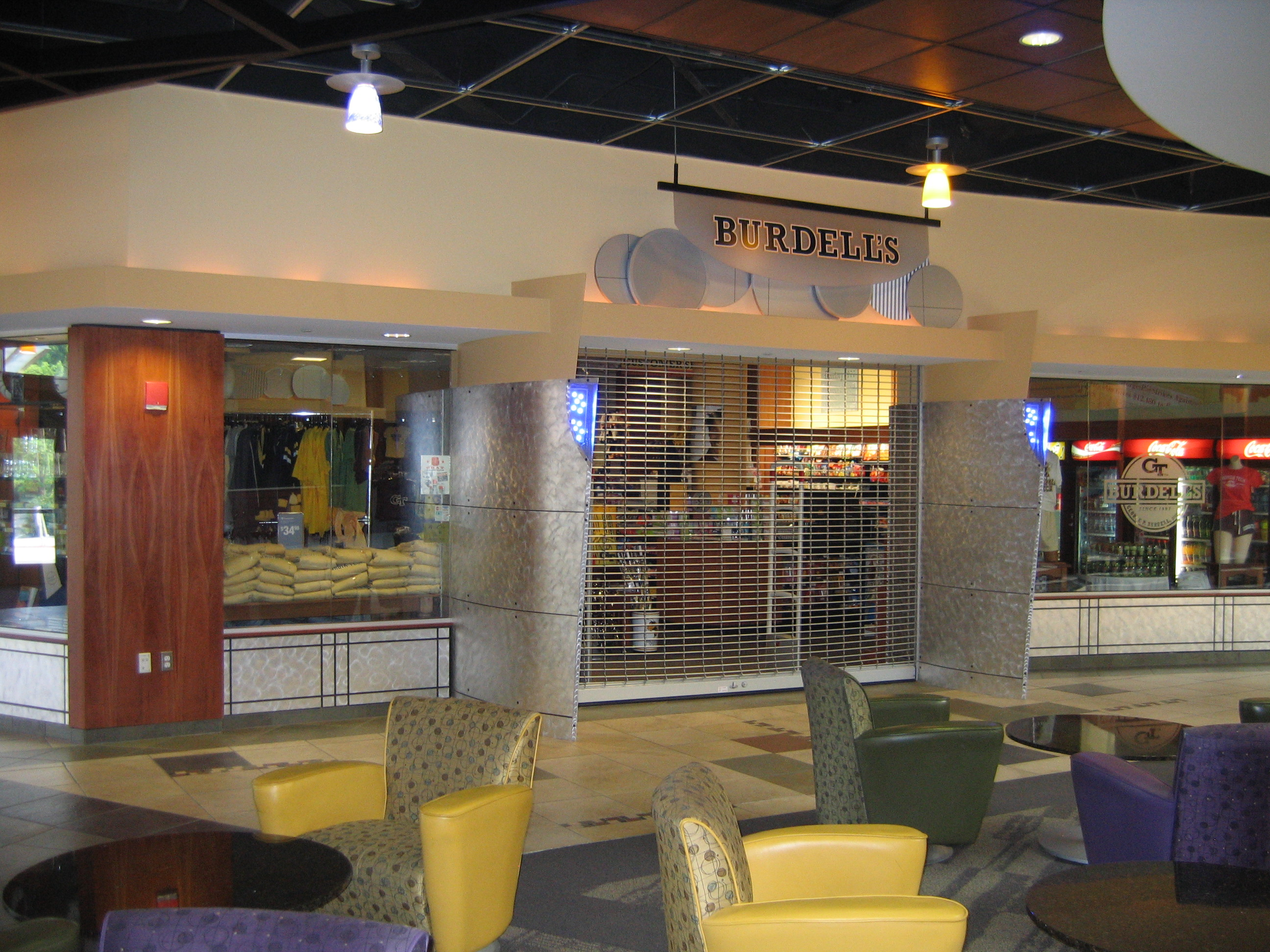
Le Burdell's, un magasin présent sur le campus portant le nom de George P. Burdell.

George P. Burdell est devenu l'un des symboles de l'université et est très respecté des étudiants,. Il est dit aux nouveaux étudiants que Burdell est l'un des anciens étudiants les plus illustres de Georgia Tech. Lors des matchs de football américain dans lesquels l'équipe de l'université joue, et qui sont organisés en dehors du campus de Georgia Tech, des étudiants s'amusent à faire passer des annonces au micro à l'intention de George P. Burdell dans le stade,, mais aussi dans les aéroports, les bars et les hôtels. Les étudiants de Georgia Tech utilisent souvent le nom de Burdell comme alias quand ils ne veulent pas dévoiler leur vrai nom. Il y a un magasin dans le centre d'accueil aux étudiants de Georgia Tech appelé Burdell's. Un journal local publie par ailleurs en mai 2007 un article-canular où il est écrit que « Burdell a été détenu le vendredi soir et n'a pas pu participer au Relay for Life. Sa règle à calcul lui est confisquée à l'aéroport d'Augusta par le TSA », (la police des transports locale).